# 薩帕·印卡
薩帕·印卡（西班牙語：Sapa Inca；克丘亞語：Inka Qhapaq，音印嘎·卡巴吉），或譯薩帕·印加，是古代印加帝國君主的稱銜，「薩帕」，意為「獨一無二」，「印卡」意為君王，意思就是「獨一無二的君主」，常被直譯為大王、大君。從傳說中的第一代印加君王曼科·卡帕克開始，便採用此一稱銜，以代表這是最高統治者。到了印加帝國末代王阿塔瓦爾帕，被西班牙征服者所擒殺，標誌著「薩帕·印卡」失去了印加帝國的統治權，但其後的西班牙人所立傀儡，以及反西班牙人的印加領袖（见新印加王国），仍採用這個稱銜。

## 釋名

### 薩帕·印卡的含義
「印卡」本是人物尊稱，在印加帝國時代的克丘亞語裏，泛指君主或王族，所以這個稱謂會隨人物的身份而產生不同的含義。例如用在國王身上，意思就成為「國王」或「皇帝」，用在王族男性成員身上，意思就是「王室血統的男子」（必須是男系方面的後代才能使用）。
為了把君主跟一般的王族人員區別開來，便產生了「薩帕·印卡」這個詞。「薩帕」意思是「唯一的」，跟「印卡」合起來就是 「獨一無二的國王」，或「獨一無二的皇帝」，或「獨一無二的君主」。
薩帕·印卡的任何親屬，即使是王儲，都不可使用這個稱謂，因為國王只有一人，絕不允許其他人使用。

### 其他稱號
印加君主除了採用「薩帕·印卡」外，還有其他稱號：
- 瓦克查庫亞克（Huacchacuyac）：意謂「窮人的愛護者和恩人」，從傳說中的第一代「曼科·卡帕克」便開始使用，因為印加人認為君主是特別關心百姓福祉的。[1]
- 卡帕克（Cápac）：意思是「對百姓富有寬宏仁愛之心和享有帝王的尊嚴」。只能君主一人享有。[1]
- 因蒂普·丘林（Intip Churin）：意思是「太陽的兒子」。按宗教說法，所有王室血統的男子都是太陽的後代，所以這個稱號可授予所有這些人，女性王室成員除外。[1]
- 尤潘基（Yupanqui）：本是動詞，意指「你將講述」，用作稱號，意思便成為「你將講述他（君主）的豐功偉績、傑出品德、博大胸懷、慈悲心腸和溫柔性格」，是一種典雅的用法，情況跟古羅馬人對皇帝稱呼為「奧古斯都」相同。[2]

## 施政概況

### 本質溫和，權力絕對
據美國學者普雷斯科特（William Hickling Prescott）的分析，薩帕·印卡的政府本質上是溫和的，但形式上卻是純粹而絕對的專制。因此，即使是任何印加貴族，也必須雙足赤裸、肩挑輕擔，以示恭敬。薩帕·印卡還集宗教、軍事、財政、法律大權於一身：他作為太陽神的代表，居於僧侶們之首，主持最重要的宗教儀式；他創建軍隊，時常親自指揮；他收稅款，制定法律，任命法官執行法律，而又隨心所欲免法官，所以「一切尊嚴、權力、利益的泉源」。

### 阿南（上）與烏林（下）的二元管理
印加帝國的國都及各個城市、民族，均採用「阿南」（Hanan，意為上）及烏林（Hurin，意為下）的分治制度，例如在首都庫斯科，分成「阿南庫斯科」及「烏林庫斯科」（傳說從印卡·羅卡開始，歷代的薩帕·印卡居於阿南庫斯科，而該部份亦佔有支配性的地位）；又例如帝國境內的昌卡人，被分成「阿南昌卡」和「烏林昌卡」，各有領袖來統治。

### 將帝國分成四大行政區
印加諸王將帝國分成四大行政區，稱之為「塔萬廷蘇尤」，意為「世界的四個部份」。以國都庫斯科為中心（印卡·加西拉索·德拉維加說「庫斯科」在印加人的專門語言中意為「大地的肚臍」）。東部稱為「安蒂蘇尤」，西部稱為「孔蒂蘇尤」，北部稱為「欽察蘇尤」，南部稱為「科利亞蘇尤」。這四個大行政區，就代表印加帝國伸向四方的整個國土，所得到的新征服地，不論距離有多遠，都會歸入這些行政區中，如南方的智利歸入科利亞蘇尤、北方的基多歸入欽察蘇尤。

### 軍事政策
- 兵員的徵集：印加軍隊從各省徵集，某些民風較強悍的省份，所徵集的士兵人數會較他省為多。人民達到一定年歲就去當兵，並定時輪番和接受訓練。在印加帝國後期，薩帕·印卡擁有的軍隊甚為龐大，可把多達二十萬人的大軍投入戰場，而且具有作戰技能及遵守秩序。[6]
- 武器的製造：印加帝國軍隊的武器，通常是弓箭（安裝銅頭或骨頭）、長矛、標槍、短戶、戰斧或戟，以及投石器。頭部有頭盔保護，一般飾以木頭、野獸皮，高級軍官的頭盔更飾以金銀寶石。[7]
- 道路設施的修建：印加諸王重視交通系統的建設，使軍隊能行動迅速，甚而可以在短時間內從從遙遠的地方召集到一起。[8]例如邁塔·卡帕克為了方便行軍，便在阿普里馬克河修建柳索橋，經常維修。[9]

### 田地分配政策
印加帝國把土地分為三部份，一部份獻給太陽神，一部份分給薩帕·印卡，另一部份分給人民，目的在於維持人民的生活。耕作土地亦有既定程序：先耕種屬於太陽神的土地，然後是老、病、孤、寡及現役士兵的土地，然後耕作自己的土地，最後耕作屬於薩帕·印卡的土地。

### 稅項徵收
印加人民向薩帕·印卡繳納的東西主要有四種：屬於薩帕·印卡土地上的收穫物、用國王的牲畜的毛製的衣服、用各省所產東西所製的武器和鞋子。據印卡·加西拉索·德拉維加所說，印加諸王的徵收方針是溫和的，所以沒有人感覺負擔太重（普雷斯科特認為人民負擔其實是足夠沉重的，因為王族成員、貴族、官員、僧侶們都是免稅的，支付政府全部開支的都是人民）。但亦不容許有懶人存在，所以即使是喪失勞動力者，也要繳納從自己身上抓來的虱子，從而保持好衞生。

### 巡視領土
薩帕·印卡經常巡視領土，是他與人民溝通的最有效方式。薩帕·印卡每隔數年進行一次，排場盛大，在巡視路線的沿途，不時停頓傾聽臣民訴苦，或者解決某些由法庭呈奏的事項。這些巡視，都使在場觀看的臣民欣慶歡呼，把薩帕·印卡過所到之處奉為聖地。

### 宗教政策
印加諸王要求人民信奉太陽神，但其他少數民族的神像郤不會遭破壞，而是放到國都庫斯科，在帝國的低級神靈中佔有席位，並作為抵押品，讓這些民族較少叛變的想法。

### 設置紅燈區
據《印卡王室述評》記載，印加諸王為了防止造成更大的危害，乃允許妓女（Pampairuna，「潘派魯妠」）存在。妓女住在野外的破舊茅屋裡，各自獨立，互不相連，不得進村，以免和其他婦女往來（「潘派」意為廣場和田野，「魯納」意為人或人群。合起來就是「住在野外的人群」）。雖然妓女得到歷代薩帕·印卡的允許，但身份卑微，備受蔑視。

## 服飾

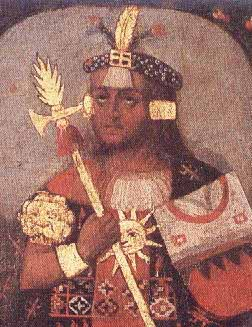
16世紀時所繪的薩帕·印卡帕查庫特克像。圖中可見薩帕·印卡的華美服飾及大耳環。

薩帕·印卡的服飾為Mascapaicha，其極奢華，以證明他們非比常人。他們的衣著，是以當地最好的羊毛織製，染成色彩繽紛，鑲有大量金飾和寶石。而頭飾則是一種稱為「廖圖」（Llautu）的辮狀頭巾，編成好幾種顏色，比手指略細，盤在頭上繞四、五個圈，圈成花環的樣子。上面還直插兩根珍禽的羽毛，叫做「科拉肯克」（Coraquenque），是專供王家使用的標記（傷害或捕捉這種鳥要處死刑）。薩帕·印卡又會在耳朵上穿孔，掛上大耳環，使耳垂上的肉長得相當大。

## 婚配度

### 配偶
從傳說中的第一代君王曼科·卡帕克起，便有了與自己姊妹結婚的傳統。他們認為薩帕·印卡代表太陽，他的姊妹就代表月亮，亦應當作薩帕·印卡的妻子，稱為「科娅」，意為王后或皇后。如果沒有親姐妹，就與王室血統中最近的女親屬通婚，如堂姐妹、姪女或姑母。印加王室後代印卡·加西拉索·德拉維加說，其實兄妹或姊弟結婚是要保持血統的純潔，同是為了將來繼承王位的兒子，從母系和父系兩方面都有權統治國家。

### 太陽貞女宮
除了娶姊妹為妻外，薩帕·印卡還在國都庫斯科和地方成立「太陽貞女宮」。在庫斯科的貞女宮，入選的女性必須是印加王族的女兒，根據其血統高貴程度和姿容秀美來挑選，而且總是選八歲以下的女童，以確保是處女。獲選進入貞女宮的，都是獻給太陽作妻子的。這類貞女通常有一千五百多個，而且不設上限，而混有外來血統的女子，則不得進入。貞女的日常生活，就主要是勞作和紡線織布，為薩帕·印卡和王后製作服飾及祭獻用衣物等等。另外，男性一律不准進入，除了薩帕·印卡有權入見（印卡·加西拉索·德拉維加說那些薩帕·印卡不願享用這特權，為的是不想任何人奢望得到此一權利）。
除庫斯科外，還在國境的主要省份設立太陽貞女宮。能選入的，既有王室血統的女性，亦有混血的女性。這些貞女是作薩帕·印卡（不是太陽神）的妻子或嬪妃，所以必須非常美貌才可入選，並不許賜給任何人作妻子。所以未能得幸的貞女，便要留在貞女宮中，直到年老為止，才可以自由地回到家鄉，獲分土地房屋，享受侍奉，又或者繼續留在貞女宮，直至故去。而得幸的女子，因為已經破身，以不能再回貞女宮，而只能在王宮中充當王后的侍女或僕人，直到被辭退為止，然後回鄉，同樣會獲分土地房屋及受到侍奉。

## 薩帕·印卡的葬禮

### 陪葬品
當一位薩帕·印卡駕崩後，他生前的住處，會原封不動，永久關閉（新任薩帕·印卡須要自行籌備新的住所和用品）。其葬禮會舉行得既盛大又莊嚴，一部份生前使用的餐具和寶石、心愛的嬪妃和僕從會被殺死陪葬，或者自殺殉君。

### 製成木乃伊
薩帕·印卡的屍首會被挖出內臟，然後精心地塗上香料，移到庫斯科的太陽神廟，與歷代薩帕·印卡排成一列，人們為他們的軀體穿上華麗衣服，放在金椅子上端坐著，低垂著頭，兩手交叉放在胸前，模求使其貌樣與在生時一樣。

## 历代萨帕·印卡

### 被征服前
| 姓名                         | 肖像 | 继承关系                               | 去世年份              |
| ---------------------------- | ---- | -------------------------------------- | --------------------- |
| 曼科·卡帕克 约1200–1230      |      | 被认为是因蒂之子                       | 约1230                |
| 辛奇·罗卡 约1230–1260        |      | 曼科·卡帕克之子                        | 约1260                |
| 略克·尤潘基 约1260–1290      |      | 辛奇·罗卡之子                          | 约1290                |
| 迈塔·卡帕克 约1290–1320      |      | 略克·尤潘基之子                        | 约1320                |
| 卡帕克·尤潘基 约1320–1350    |      | 迈塔·卡帕克之子                        | 约1350                |
| 印卡·罗卡 约1350–约1380      |      | 卡帕克·尤潘基之子                      | 约1380                |
| 亚瓦尔·瓦卡克 约1380–约1410  |      | 印卡·罗卡之子                          | 约1410                |
| 维拉科查 约1410–1438         |      | 亚瓦尔·瓦卡克之子                      | 1438                  |
| 帕查库特克 1438–1471         |      | 维拉科查之子                           | 1471                  |
| 图帕克·印卡·尤潘基 1471–1493 |      | 帕查库特克之子                         | 1493                  |
| 瓦伊纳·卡帕克 1493–1527      |      | 图帕克·印卡·尤潘基之子                 | 1527                  |
| 尼南·科尤奇 1527             |      | 瓦伊纳·卡帕克之子 登基数日后因天花而死 | 1527                  |
| 瓦斯卡尔 1527–1532           |      | 尼南·科尤奇之弟                        | 1533 被阿塔瓦尔帕杀害 |
| 阿塔瓦尔帕 1532–1533         |      | 尼南·科尤奇之弟                        | 1533 被西班牙人杀害   |

### 被征服后
| 姓名                        | 肖像 | 继承关系            | 去世年份            | 备注                                                                          |
| --------------------------- | ---- | ------------------- | ------------------- | ----------------------------------------------------------------------------- |
| 图帕克·瓦尔帕 1533          |      | 瓦伊纳·卡帕克之子   | 1533                | 西班牙人所立傀儡                                                              |
| 曼科·卡帕克二世 1533 - 1544 |      | 瓦伊纳·卡帕克之子   | 1544                | 西班牙人所立傀儡； 不久后起兵反抗，并把比尔卡班巴作为抵抗中心，建立新印加王国 |
| 保柳·印卡 1536 - 1549       |      | 瓦伊纳·卡帕克之子   | 1549                | 西班牙人所立傀儡； 在库斯科进行统治                                           |
| 塞里·图帕克 1544 - 1560     |      | 曼科·卡帕克二世之子 | 1560                | 在比尔卡班巴进行统治                                                          |
| 蒂图·库西 1560 - 1571       |      | 曼科·卡帕克二世之子 | 1571                | 在比尔卡班巴进行统治                                                          |
| 图帕克·阿马鲁 1571 - 1572   |      | 曼科·卡帕克二世之子 | 1572 被西班牙人杀害 | 在比尔卡班巴进行统治                                                          |

## 外部連結
- （英文）. （原始内容存档于2007-10-11）.
- （英文）.   [2008-04-06]. （原始内容存档于2014-10-17）.